# Grb Tunisa
Grb Tunisa prikazuje brod, zajedno s lavom koji drži mač, i vagu pravde. U sredini štita je traka s državnim motom "Sloboda, Red, Pravda". Iznad štita je amblem s nacionalne zastave Tunisa.

## Također pogledajte
- Zastava Tunisa